# Pručka
Pručka je majhen, nizek, navadno lesen kos pohištva,  uporaben za sedenje, kot opora za noge in  pripomoček za vzpenjanje. Podoben kos pohištva je tudi trinožnik, ki so ga uporabljali pri različnih kmečkih opravilih.